# Вајкинг (Алберта)
Вајкинг (енгл. Viking) је варошица у централном делу канадске провинције Алберта. Налази се на раскршћу регионалних ауто-путева 14 и 36 на 121 км источно од провинцијског административног средишта Едмонтона. 
Насеље су основали досељеници из Скандинавије (углавном Норвежани) 1909. године и отуда потиче и име вароши. 
Према подацима пописа из 2011. у вароши је живео 1.041 становник или 4,1% мање у односу на попис из 2006. када је регистровано 1.085 становника.
Око 5 км западно од града налази се мали аеродром који се налази у власништву града.
Становништво је углавном запослено у пољопривреди, те експлоатација нафте и земног гаса.

## Становништво
| 2011. |
| ----- |
| 1.041 |